# Dalit Makkal Munnetra Kazhagam
Dalit Makkal Munnetra Kazhagam ("Dalitiska folkprogressiva federationen"), politiskt parti i den indiska delstaten Tamil Nadu. Partiet arbetar för daliternas rättigheter. Partiets ordförande är Dalit Kudimagan. Dalit Kudimagan är även ledare för Puthiya Tamizhagam i Chennai. Dalit Kudimagan ställde upp i Lok Sabha-valet 2004 från valkretsen Madras Central och fick 293 röster (0,06%). DMMK var del av den dalitiska tredje fronten i Tamil Nadu i valet 2004.